# Le Papillon (roman)
Le Papillon (en estonien Liblikas) est un roman de l'écrivain estonien Andrus Kivirähk paru en Estonie en 1999 et traduit en français en 2017. Il s'agit du premier roman de cet auteur. Le Papillon évoque le monde du théâtre en Estonie au début du XXe siècle et comprend des éléments merveilleux rappelant le réalisme magique.

## Résumé
Le roman a pour narrateur le vieux August, un ancien acteur du théâtre L'Estonia, qui raconte sa vie passée avec un mélange d'humour, de tendresse et de mélancolie, sans se cacher d'y mêler parfois exagérations et mensonges, mais en laissant aux lecteurs le soin de se débrouiller avec le résultat. Il raconte comment, à la suite d'une rencontre avec le directeur du théâtre, il a quitté son emploi à l'usine pour se lancer dans une carrière d'acteur aux côtés d'une troupe d'artistes dont Pinna, le fondateur du théâtre, ainsi que ses collègues acteurs : Alexander, Eeda, Sällik, Oskar et les autres. August rencontre bientôt une nouvelle venue dans la troupe : Erika, dont la grâce et le charisme le marquent profondément au point qu'il en tombe aussitôt amoureux. Pour elle, il apprend à danser, raconte n'importe quoi, et se consacre encore plus au théâtre. Elle est le grand amour de sa vie, mais aussi l'âme du théâtre L'Estonia et en quelque sorte la muse de la troupe. Erika a quelque chose de surnaturel dans sa merveille, tout comme les fondateurs du théâtre semblent un peu féeriques, originaires qu'ils sont d'une contrée différente où ils ne pourront jamais retourner et dépositaires d'une époque grandiose et révolue. Tous font prospérer le théâtre et rire le peuple fatigué. Cependant, une ombre plane sur le récit de cette belle époque : l'Histoire avance, la guerre et la pauvreté vont menacer l'Estonie et L'Estonia, et la Mort menace les comédiens sous la forme d'un chien hâve et de plus en plus menaçant.

## Élaboration du roman
Le Papillon dérive d'un travail de recherche que Kivirähk avait entrepris sur l'histoire du théâtre estonien. Il a finalement décidé d'en faire un roman et d'y intégrer des éléments de sa recherche. Le Papillon met ainsi en scène plusieurs acteurs ayant réellement existé, qu'il mélange à des éléments imaginaires (notamment surnaturels).

## Histoire éditoriale
Liblikas paraît en Estonie en 1999. Il est traduit sous le titre Le Papillon par Jean Pascal Ollivry aux éditions Le Tripode en 2017.

## Accueil critique
Dans une brève chronique pour Le Monde, Elena Balzamo évoque le roman comme « un récit échevelé où rire et larmes se mêlent [et] où l’auteur, à l’instar de son héros, cherche encore parfois la voie qui deviendra la sienne ».